# Her Strange Wedding
Her Strange Wedding er en amerikansk stumfilm fra 1917 af George Melford.

## Medvirkende
- Fannie Ward som Coralie Grayson.
- Jack Dean som Dr. Max Brownell.
- Tom Forman som Lee Brownell.
- William Elmer som Peters.